# Перри, Джон
Джон Перри (англ. John Perry; 1670, Родборо — 1732, Сполдинг) — английский капитан, инженер-гидротехник и писатель, оставивший заметки о России.

## Биография
Родился около 1670 году в Родборо (Глостершир), в мелкопоместной дворянской семье Сэмюэля Перри и Сары Нотт. В юности поступил на флотскую службу, в документе, датированном январём 1690 года, упоминается как лейтенант корабля «Монтегю» под командованием капитана Джона Лейтона, потерявший руку в бою с французским капером. В 1693 году участвовал вновь в морском сражении с французами, командуя кораблём «Лебедь», который был захвачен врагом в качестве приза. Командир эскадры обвинил его в трусости, и суд приговорил его к уплате штрафа в 1000 фунтов стерлингов, а также десяти годам тюремного заключения в Маршалси. В декабре 1694 года, находясь в тюрьме, Перри написал брошюру «Правила для моряков», в приложении к которой подробно изложил своё дело. Работа Перри сделалась известной Адмиралтейству и членам парламента, в результате чего он был досрочно освобождён.
В апреле 1698 года лорд Томас Осборн, герцог Лидс и маркиз Кармартен, представил его русскому царю Петру I, инкогнито посетившим Англию в составе «великого посольства», и вскоре Перри отправился в Россию в качестве строителя кораблей, доков и каналов с годовым жалованьем в 300 фунтов стерлингов. 
«Первый большой город, в который я приехал в России, — писал Перри, — был Новгород, построенный в верховьях реки Волхова, вытекающей из озера Ильменя и впадающей в Ладожское озеро». Прибыв уже в июне 1698 года, Перри почти сразу занялся проектированием канала между Волгой и Доном, строительство которого началось в 1700 году, но из-за противодействия дворянства, задержки материала и финансов, а также начавшейся Северной войны шло очень медленно. В сентябре 1701 года Перри, получивший новую должность «управляющего русскими морскими работами», вызван был в Москву и уже в начале 1702 года занялся устройством пристани и доков для ремонта галер в Воронеже. В следующем году ему поручили прокладку судоходного канала между рекой Воронеж и Доном.
К 1710 году Перри производил на реке Дон инженерные работы, а после промедления, вызванного войной с Турцией, получил приказ спроектировать уже канал между Петербургом и Волгой. Перри успешно определил маршрут, и работы были начаты, но жалованье продолжали задерживать, из-за чего англичанин постоянно слал петиции на высочайшее имя. Окончательно рассорившись, видимо, с царём и опасаясь за жизнь, Перри отдал себя под защиту английского посла Уитворта и в 1712 году был вынужден вернуться в Англию. За четырнадцать лет своей службы в России он получил лишь своё годовое жалованье, в чём обвинял не столько Петра, сколько чиновников из Адмиралтейства. 
В 1716 году Перри напечатал в Лондоне сочинение о своей службе в России и о преобразованиях царя Петра под заглавием «Состояние России при нынешнем царе» (англ. The state of Russia under the present czar). В рассказе о взаимоотношениях с русскими вельможами заметно оскорблённое самолюбие автора, но в целом сочинение имеет несомненный интерес как источник: здесь имеются любопытные сведения о российском флоте в первый период его существования и довольно пространный очерк о малоизвестных в Европе народах, обитающих в Сибири, а также на восточных и южных границах русского государства. Существует полный перевод данного сочинения Перри на русский язык.
В 1715 году Перри поручена была работа по закрытию прорыва в набережной Темзы в Дагенхеме (Эссекс), успешно выполненная за пять лет, однако из-за возросших расходов он не получил за неё обещанного вознаграждения. В 1721 году он опубликовал «Отчёт о перекрытии Дагенхэмского прорыва» (англ. An Account of the Stopping of Dagenham Breach).
В 1724 году Перри назначен был инженером на портовых работах в Рае (Восточный Суссекс). Получив за это вознаграждение, он осел в Сполдинге в Линкольншире, где  16 апреля 1730 года избран был членом местного общества антиквариев. В феврале 1732 года он умер в Сполдинге в должности инженера компании, созданной для осушения линкольнширских болот.

## В художественной литературе
- Джон Перри послужил прототипом главного героя повести «Епифанские шлюзы» Андрея Платонова Бертрана Перри.

## Сочинения
Джон Перри. Состояние России при нынешнем царе.